# 大水坑駅
大水坑駅（だいすいこうえき）は香港新界沙田区にある香港鉄路（港鉄（MTR））屯馬線の駅である。ステーションカラーは■浅藍緑色。

## 駅構造
- 島式ホーム1面2線の高架駅。

### 駅階層
| P ホーム     | ➊番線                        | ←■屯馬線 屯門方面                            |
| P ホーム     | 島式ホーム、左側の扉が開く。 |                                              |
| P ホーム     | ➋番線                        | ■屯馬線 烏渓沙方面→                          |
| C コンコース | コンコース                   | サービスセンター、トイレ、駅商店、自動券売機 |
| S 行人隧道   | 行人隧道                     | A、B出口                                     |

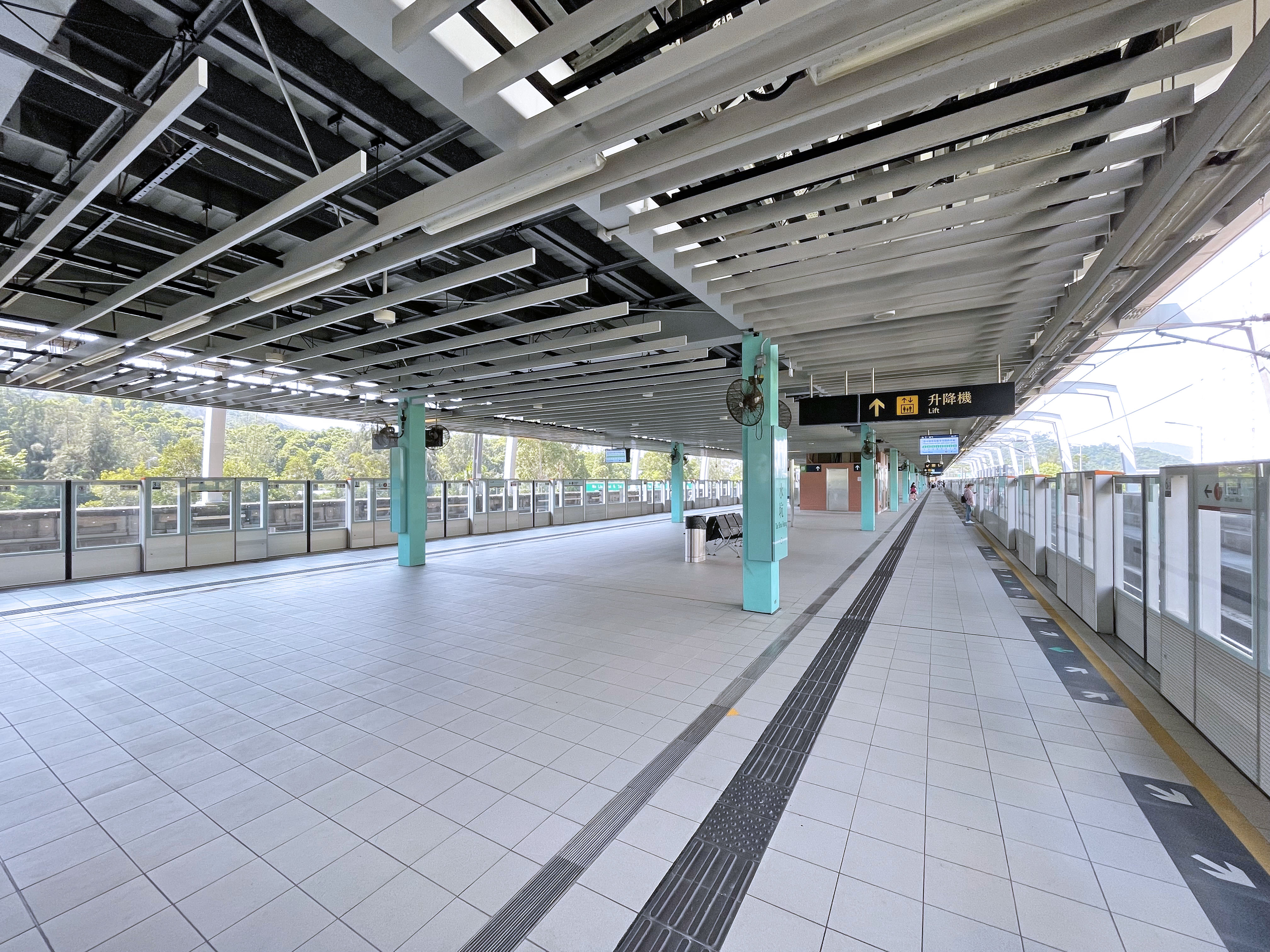
ホーム
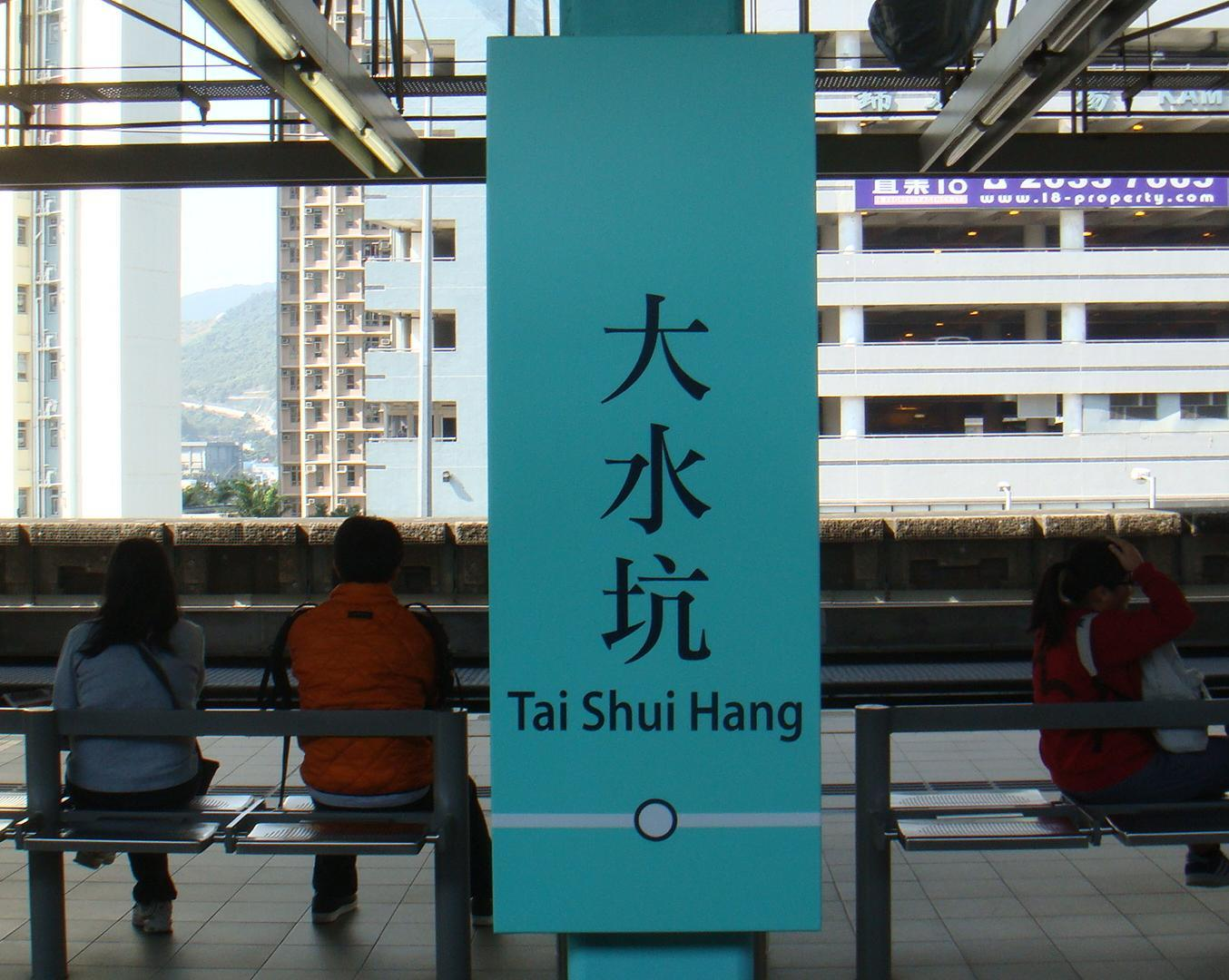
駅名標
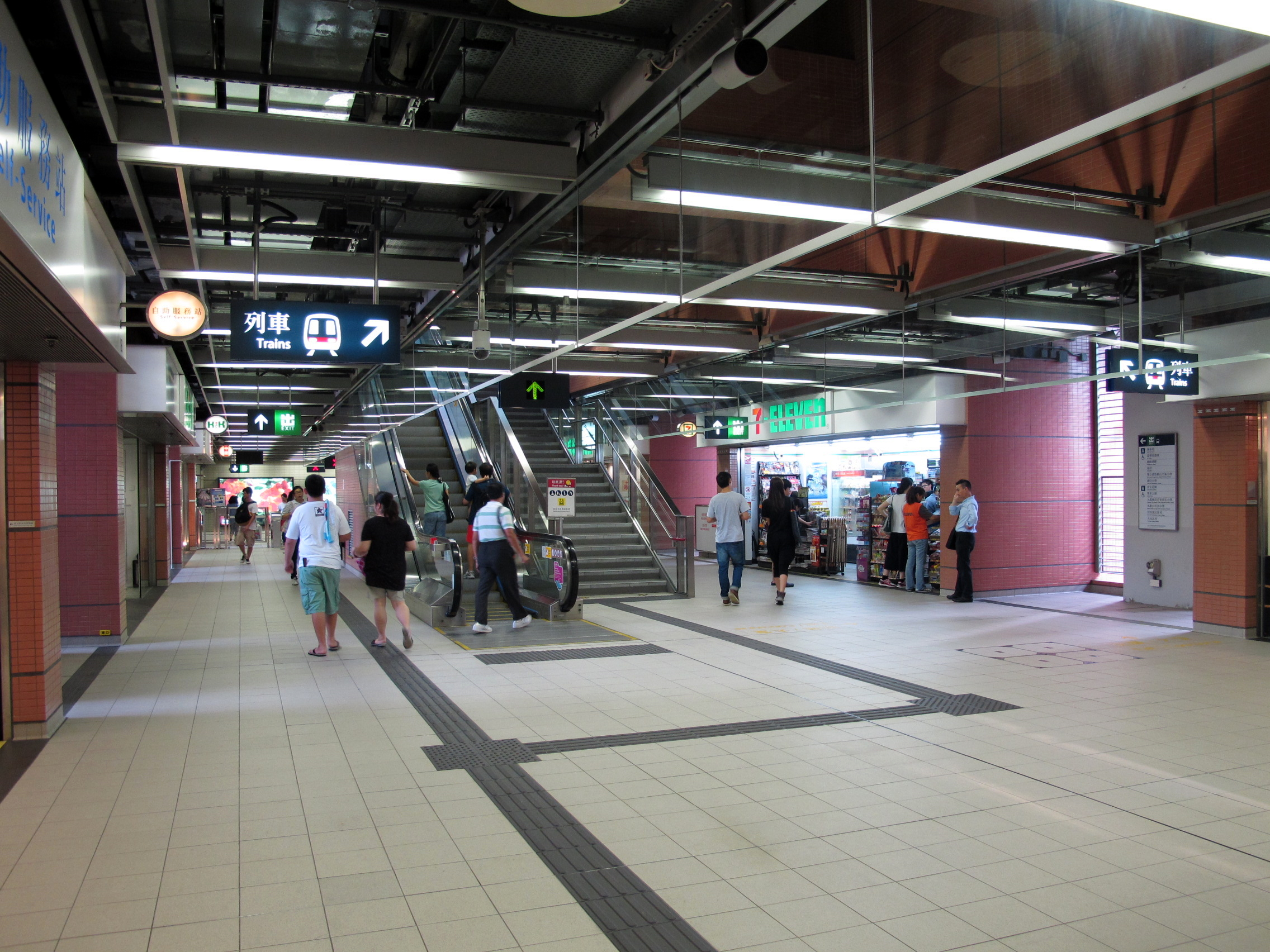
大水坑駅コンコース

### コンコース
駅商店・自動サービス
| 駅商店 - 7-Eleven 自動サービス - 自動券売機 |

### 駅出口
| 出口番号 | 出口表示 | 目的地 |
| -------- | -------- | --- |
| 出口 · A | 錦泰苑   | 錦泰苑、恒泰路、喜泰街、嘉華星濤湾、曉峯湾畔、嵐岸、聖公会馬鞍山主風小学、徳信中学、沃泰街                 |
|          | 錦泰苑   | 行人隧道設有斜道往返地面                                                                                   |
| 出口 · B | 富安花園 | 富安花園、亞公角街、單車公園、恒信街、恒徳街、九龍城浸信会禧年小学、馬鞍山崇真中学、沙田漁民新村、大水坑村 |
|          | 富安花園 | 行人隧道設有斜道往返地面                                                                                   |

## 接続交通一覧
バス
專線ミニバス
- 新界專線ミニバス：

Template:新界專線ミニバス列表

## 歴史
- 2004年12月21日 - 九広鉄路の駅として開業。
- 2007年12月2日 - 両鉄合併により香港鉄路（旧香港地鉄）の駅となる。

## 隣の駅
香港鉄路
■屯馬線
石門駅 - 大水坑駅 - 恒安駅